# Arme sismique
 (août 2023).
Si vous disposez d'ouvrages ou d'articles de référence ou si vous connaissez des sites web de qualité traitant du thème abordé ici, merci de compléter l'article en donnant les références utiles à sa vérifiabilité et en les liant à la section « Notes et références ».

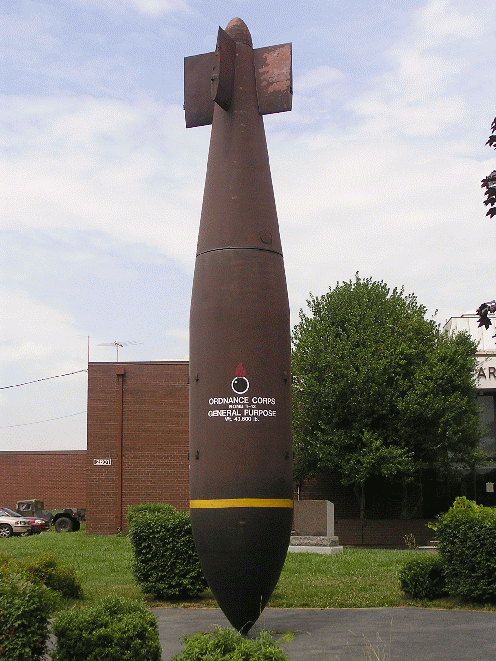
La bombe sismique T-12 Cloudmaker exposée à l'entrée du United States Army Ordnance Training and Heritage Center.

Une arme sismique est une bombe conventionnelle qui permet de provoquer des séismes pour endommager les fondations de structures lourdes.
Dans des œuvres de fiction et dans le folklore de la théorie du complot, une variante encore plus puissante, nucléaire en général, apparait comme capable de provoquer un séisme (ou raz-de-marée) de grande ampleur. On en attribue la paternité à l'URSS et le développement aux États-Unis. Une poignée de bombes de ce genre, voire une seule, seraient assez fortes pour détruire une ville. 

## Arme réelle
Dans sa version réelle, mise au point au cours de la Seconde Guerre mondiale (Tallboy, Grand Slam), il s'agit d'une grosse bombe conventionnelle destinée à exploser dans le sol (incompressible) pour y provoquer une onde de choc bien plus efficace sur les structures lourdes (tunnels, ponts, barrages, bâtiments enterrés, etc.) que l'onde de choc dans l'air provoquée par une explosion en surface. Même en tombant à côté de la cible, la bombe endommage ses fondations et la détruit. Les bunker busters modernes en sont les descendantes.

## Dans la fiction
Dans le film Superman, Lex Luthor tente d'employer une bombe nucléaire dans une faille sismique, en vue de déclencher le tremblement de terre « The Big One ».

## Dans les théories du complot
Les théoriciens du complot ont évoqué les armes sismiques pour « expliquer » de nombreux phénomènes naturels, comme le séisme de 1988 en Arménie ou le séisme de 2010 en Haïti.
Lors du séisme de 2017 en mer Égée, après que des tremblements de terre ont secoué la Turquie, le maire d'Ankara Melih Gökçek défend l'hypothèse qu'ils aient été provoqués artificiellement par des puissances étrangères,, désignant un navire de prospection sismique marine au large de la Turquie comme étant suspecté de l'avoir provoqué comme une arme sismique.
Le 8 février 2023, la sénatrice roumaine d'extrême-droite Diana Iovanovici Șoșoacă, qui a acquis une notoriété par ses déclarations contre les mesures de restriction dues au COVID-19 et anti-vaccin, a accusé les États-Unis d'avoir provoqué les séismes de 2023 en Turquie et Syrie avec une arme sismique.[réf. nécessaire]
Certains modèles de générateur MHD se sont vus accusés de servir d'arme sismique. Ainsi, en Russie, l'IVTAN (Institut des hautes températures de Moscou) conçoit depuis les années 1960 des générateurs MHD impulsionnels à moteur-fusée crachant un gaz à travers des tuyères de Faraday et débitant des millions d'ampères, tels que le modèle PAMIR-3U sous la direction du Pr Victor A. Novikov. Les « machines Pamir » connues également sous le nom de « générateurs MHD de Pavlowsky » sont capables de déclencher des micro-séismes utilisés pour sonder le sol, capacité qui provoque les fantasmes complotistes sur l'existence de versions à bien plus grande échelle[réf. nécessaire].